# Костадин Благоев
Костадин Благоев-Коце е български футболист, нападател.

## Кариера
Играл е за Победа (София) (1943), График (София) (1944), Септември (София) (1945-1946), Локомотив (София) (1947-1949, 1951-1957), ЦСКА (1949-1950) и Дунав (1958-1960). Има 240 мача и 58 гола в първенството (125 мача и 26 гола за Локомотив в А група и 23 мача и 7 гола за столичното и републиканското първенство, 43 мача с 12 гола за Дунав в А група, 34 мача и 10 гола за ЦСКА в А група и 15 мача с 4 гола за Септември в столичното първенство). Вицешампион през 1947 и 1957 с Локомотив и през 1949 с ЦСКА, бронзов медалист през 1952 и 1954 с Локомотив и двукратен носител на купата на страната през 1948 и 1953 г. с Локомотив. Има 8 мача и 1 гол за А националния отбор (1948-1956). Коце Благоев е един от най-силните футболисти на Локомотив през петдесетте години. След края на кариерата си става треньор в детско-юношеската школа на любимия си Локомотив, бил е старши треньор и на Чавдар (Бяла Слатина), Миньор (Перник), Марица (Пазарджик) и Септемврийска слава (Михайловград).